# Kafr Ram
Kafr Ram (tiếng Ả Rập: كفرام, cũng đánh vần là Kfar Ram hoặc Kafram) là một Thị trấn ở miền trung Syria, một phần hành chính của Tỉnh Homs, và nó nằm ở Wadi Al Nasara. Nó nằm cách Homs 50 km về phía tây bắc trong Tiểu khu Taldou.
Tên của Thị trấn là Syriac có nguồn gốc, với Kafr có nghĩa là "Thị trấn nhỏ" hoặc "vị trí" và Ram có nghĩa là "ngọn núi". Ở phía bắc của ngôi làng là nhà thờ nhỏ lịch sử của al-Qasr. Trường tiểu học đầu tiên trong làng được thành lập vào khoảng năm 1935. Trong số các nguồn nước của Kafr Ram có một số suối, trong đó lớn nhất được gọi là 'Ayn al-Hamra.

## Địa lý
Kafr Ram nằm ở Wadi Al Nasara ở phía tây Homs, nằm dọc theo chân đồi phía bắc của núi Dahr al-Qasir với độ cao dao động từ 850 đến 1.150 mét so với mực nước biển. Các địa phương lân cận bao gồm Barshin ở phía tây bắc, Khanazir và Bishanin ở phía bắc, Kafr Kamrah và Akakir ở phía đông bắc, Fahil và Rabah ở phía đông nam, Bahhur ở phía nam, Muqlus và Hasour ở phía tây nam và al-Bitar, Ish al-Shuhah và Hadiyah ở phía tây.

## Nhân khẩu học
Theo Cục Thống kê Trung ương Syria (CBS), Kafr Ram có dân số 2.115 trong cuộc điều tra dân số năm 2004. Tính đến năm 2015, dân số ước tính khoảng 4.000. Cư dân của Kafr Ram chủ yếu là các Kitô hữu Chính thống Syriac.